# GSh-18
GSh-18（ロシア語: ГШ-18）は、ロシアの自動拳銃。9x19mmパラベラム弾を使用する。

## 概要
MP-443が選定されたロシア連邦軍新制式ピストルのトライアルに向けて1998年から2000年にかけてトゥーラに存在するKBPインスルツメント・ビューローにより開発された。
NATOスタンダードである通常の9x19mmパラベラム弾のほかに、テシニートチェマッシ社が開発したスチールコアを内蔵した高威力高貫通力のロシア製弾薬「7N21」「7N31」の使用を想定して設計されている。スチール製のダブルカアラムマガジンの装弾数は18発で、残弾確認用の開口部がある。
ステンレス製のスライドとバレルを備え、閉鎖機構としてロータリーバレル式ショートリコイル方式を採用するほか、グロック17と同様のストライカー撃発方式（変則ダブルアクションオンリー）やポリマーフレームを採用するなど、西側諸国の拳銃の影響を大きく受けている。
即応性を高めるべく、マニュアルセーフティは備わっておらず、安全性は前述の変則ダブルアクションオンリーのトリガーメカとトリガーセーフティ、オートマチック・ファイアリングピン・セーフティで確保している。
グロック社の拳銃がおよそ34のパーツに分かれているのに対し、GSh-18はわずか17のパーツで構成されているのも特徴である。

## シリーズ
GSh-18
GSh-18 タクティカル
ピカティニーレール仕様。
GSh-18S «Sport»
民間仕様。10連発。
GSh-18 «Sport 2»
民間仕様。18連発。
GSh-18T
非致死性ピストル。

## 配備国
- ロシア
- シリア